# 金通洸
金通洸（1934年11月—2020年10月12日），上海人，中华人民共和国数学家，浙江大学教授。

## 生平
1957年，毕业于北京大学数学力学系。之后担任浙江大学应用数学系代数几何教研室主任。1987年晋升为教授。其主要从事计算几何的理论和应用的研充，成果有从几何观点提出整体几何過近问题的TN法，获1980年浙江省优秀科技成果一等奖。2020年10月12日，因病去世。

## 著作
他的主要著作有：
- 《数学在螺杆泵设计与加工中的应用》，科学出版社，1977年